# Pointe Seraphine
Pointe Seraphine es una localidad de Santa Lucía, que forma parte del distrito de Castries.